# Paul Raymond (musicista)
Paul Raymond (St Albans, 16 novembre 1945 – 13 aprile 2019) è stato un tastierista, chitarrista e compositore britannico.
È stato uno dei chitarristi più noti nell'ambito heavy metal, ed è noto principalmente per essere stato membro di Savoy Brown, UFO, Waysted e Michael Schenker Group. È definito da tanti un grande innovatore della tastiera rock, nonché precursore dell'utilizzo di questo strumento nell'Heavy metal, e ha avuto una notevole influenza su numerosi tastieristi moderni di vari generi.

## Carriera
Inizia la sua attività come musicista jazz rock a metà degli anni 1960.
Nel 1967 diventa il chitarrista dei Savoy Brown, band nella quale suonerà successivamente anche le tastiere. Nel 1976 entra negli UFO, che inizia così il periodo di maggior successo. Quando Michael Schenker lasciò la band per formarne una propria Raymond lo seguì nel suo progetto. lasciata questa band nel 1983, egli si unì agli Waysted, nuovo gruppo di Pete Way.